# Wilhelm Wimpff
Wilhelm Wimpff (Stoccarda, 14 aprile 1839 – Stoccarda, 17 giugno 1903) è stato un imprenditore tedesco, attivo per la maggior parte nel XIX secolo nel settore della costruzione di carrozze e di alcune delle prime autovetture.

## Biografia

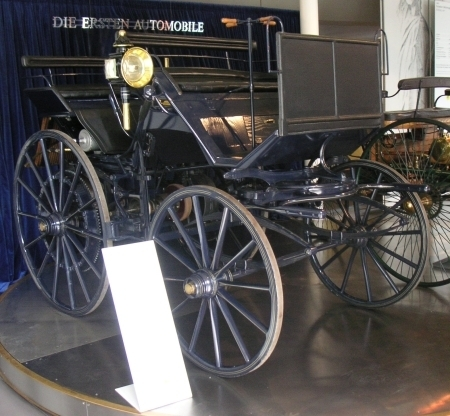
La Daimler Motorkutsche, prima autovettura a quattro ruote della storia: il suo corpo vettura è opera di Wimpff.

Benché sia praticamente sconosciuto, Wilhelm Wimpff merita un posto rilevante nella storia dei trasporti su carrozza, ma soprattutto nella storia dell'automobile.

L'azienda di Wimpff nasce nel 1866 con l'obiettivo di costruire carrozze e tra i suoi clienti vi furono effettivamente anche personalità di spicco nel mondo dell'aristocrazia dell'epoca. L'azienda di Wimpff, insomma, riusciva a veleggiare con una certa tranquillità nel mare del commercio. Ma la svolta più significativa si ebbe l'8 marzo 1886, quando a Wimpff giunse una commessa nientemeno che da Gottlieb Daimler, che gli propose di costruire una vettura sulla quale poi lo stesso Daimler avrebbe montato un motore allo scopo di poter muovere la vettura senza bisogno di cavalli.

Wimpff acconsentì e nell'agosto dello stesso anno la vettura era pronta: senza saperlo, Wilhelm Wimpff ha compiuto un passo importantissimo. In pratica egli può essere considerato senza dubbio come il primo, designer automobilistico della storia, sebbene la sua creazione non avesse niente di particolare, ma somigliasse invece in tutto e per tutto ad una normale carrozza.

Wilhelm Wimpff continuò comunque la sua normale attività di carrozzaio e collezionò altri importanti clienti, come Robert Bosch ed il conte Ferdinand von Zeppelin.
Nel 1905 il sito della Wimpff viene acquisito dalla Fensterfabrik Gebrüder Neuffer così come la segheria di Diffenbach in Rosenstraße 26–28 a Stoccarda.